# Tetraloniella
Tetraloniella är ett släkte av bin. Tetraloniella ingår i familjen långtungebin. Det finns ungefär 120 arter i släktet.

## Beskrivning
Arterna i släktet är medelstora, håriga bin som ofta är randiga. Många arter liknar honungsbin. Hanarna har långa antenner.

## Utbredning
Släktet förekommer i Nord- och Centralamerika, Europa, mellersta och södra Asien samt Afrika.

## Ekologi
Tetraloniella-arterna är solitära, det vill säga de har inga kaster som drottningar, arbetare och drönare, utan honan står själv för omvårdaden av avkomman. Bona byggs i torr jord.

## Dottertaxa tillTetraloniella, i alfabetisk ordning
Ingående arter:

- Tetraloniella abessinica
- Tetraloniella abrochia
- Tetraloniella albata
- Tetraloniella alboscopacea
- Tetraloniella alticincta
- Tetraloniella apicalis
- Tetraloniella arizonica
- Tetraloniella ataxia
- Tetraloniella aurantiflava
- Tetraloniella auricauda
- Tetraloniella ayala
- Tetraloniella balluca
- Tetraloniella bottandieri
- Tetraloniella braunsiana
- Tetraloniella brevifellator
- Tetraloniella brevikeraia
- Tetraloniella brevipennis
- Tetraloniella brooksi
- Tetraloniella cacuminis
- Tetraloniella capensis
- Tetraloniella cinctella
- Tetraloniella crenulaticornis
- Tetraloniella cressoniana
- Tetraloniella davidsoni
- Tetraloniella dentata
- Tetraloniella distata
- Tetraloniella donata
- Tetraloniella elsei
- Tetraloniella eriocarpi
- Tetraloniella fasciata
- Tetraloniella fasciatella
- Tetraloniella fastigiata
- Tetraloniella flagellicornis
- Tetraloniella flavifasciata
- Tetraloniella flaviscopa
- Tetraloniella friesei
- Tetraloniella fulvescens
- Tetraloniella fulvotecta
- Tetraloniella glabricornis
- Tetraloniella graja
- Tetraloniella helianthorum
- Tetraloniella hohmanni
- Tetraloniella holli
- Tetraloniella imitatrix
- Tetraloniella incana
- Tetraloniella inermis
- Tetraloniella inulae
- Tetraloniella jaliscoensis
- Tetraloniella julliani
- Tetraloniella junodi
- Tetraloniella karooensis
- Tetraloniella katangensis
- Tetraloniella keiseri
- Tetraloniella lanzarotensis
- Tetraloniella lippiae
- Tetraloniella longifellator
- Tetraloniella lyncea
- Tetraloniella madecassa
- Tetraloniella michaelseni
- Tetraloniella michoacanensis
- Tetraloniella minuta
- Tetraloniella minuticornis
- Tetraloniella minutilla
- Tetraloniella nana
- Tetraloniella nanula
- Tetraloniella nigricans
- Tetraloniella nigriceps
- Tetraloniella noguera
- Tetraloniella nostra
- Tetraloniella nursei
- Tetraloniella nyassana
- Tetraloniella ochraea
- Tetraloniella ogilviae
- Tetraloniella ottiliensis
- Tetraloniella pachysoma
- Tetraloniella paenalbata
- Tetraloniella paulyi
- Tetraloniella pennata
- Tetraloniella perconcinna
- Tetraloniella pomonae
- Tetraloniella ruficornis
- Tetraloniella salicariae
- Tetraloniella salviae
- Tetraloniella scabiosae
- Tetraloniella sierranila
- Tetraloniella silacea
- Tetraloniella simpsoni
- Tetraloniella sjoestedti
- Tetraloniella snizeki
- Tetraloniella sphaeralceae
- Tetraloniella spissa
- Tetraloniella strigata
- Tetraloniella tenuifasciata
- Tetraloniella tethepa
- Tetraloniella trabeata
- Tetraloniella trimera
- Tetraloniella vandykei
- Tetraloniella vansoni
- Tetraloniella watmoughi
- Tetraloniella whiteheadi
- Tetraloniella viator
- Tetraloniella wilmattae
- Tetraloniella yanega